# Бошняк, Николай Константинович
Никола́й Константи́нович Бошня́к (3 [15] сентября 1830 — 15 [27] декабря 1899) — офицер Российского императорского флота, капитан 2-го ранга, участник Амурской экспедиции адмирала Г. И. Невельского.

## Биография
Происходил из дворянского рода Бошняк. Родился 3 (15) сентября 1830 года в Костромской губернии. В 1842 году стал кадетом Морского кадетского корпуса, в 1847 году проходил практику гардемарином на Балтийском море, в 1849 году был произведён в мичманы, с оставлением в офицерском классе. Свои исследования начал в 18 лет. Стойко справлялся со всеми тяготами экспедиционной жизни. В 1850 году произведён в лейтенанты флота.
В 1851 году был переведён из Санкт-Петербурга в Амурскую экспедицию, где сразу же был назначен начальником Николаевского поста, а в феврале-марте 1852 года, начальник экспедиции Невельской послал своего подчинённого исследовать Сахалин. Бошняк прошёл на собаках и пешком западное побережье острова от пролива Невельского до реки Дуэ, где открыл месторождение каменного угля; перейдя на восточное побережье Сахалина, он открыл реку Тымь и проследил её течение. Проехавшись до Тыми, до восточного берега и обратно, он добрался до западного берега.
В апреле-июне 1852 года Бошняк обследовал низовья Амура, в конце 1852 года — бассейн реки Амгунь до её верховий и открыл Буреинский хребет, а на обратном пути — озера Чукчагирское и Эворон. В марте 1853 года, пройдя на шлюпке весь западный берег Татарского пролива, открыл гавань Хаджи (теперь Советская Гавань), названную им Императорской гаванью (гаванью Императора Николая I), и поднял там русский флаг. В июне он вернулся на шлюпке в Николаевск. Зиму 1853 года провел в тяжёлых условиях в бухте Хаджи.
Невельской писал об этом: «Результаты открытий и исследований Н. К. Бошняка были очень важны. Он был первым из европейцев, который дал обстоятельные сведения о северном береге Татарского пролива и обнаружил неверность этой части на карте Крузенштерна: он открыл на этом берегу одну из превосходнейших и обширнейших гаваней в мире и узнал, что имеется еще несколько гаваней, чем разрушил сложившееся до того времени мнение, будто бы на всем пространстве этого берега от залива Де-Кастри до корейской границы нет не только ни одной гавани, но даже какой-либо бухты, сколько-нибудь удобной для якорной стоянки, почему берег этот считался опасным и недоступным. Наконец, он разрешил весьма важный вопрос, именно: что жители, обитающие на этом берегу, никогда от Китая зависимы не были и китайской власти не признавали».
Весной 1853 года Н. К. Бошняк совершил экспедицию в посёлок Де-Кастри на берегу залива Чихачёва (ныне Ульчский район Хабаровского края).
В 1855 году назначен исполнять обязанности адъютанта при генерал-губернаторе Восточной Сибири Н. Н. Муравьёве.
Переведён на Балтийский флот в 1856 году. С 1858 года по 1860 год служил на фрегате «Илья Муромец», выходил в плавания по Балтийскому и Средиземному морям.
В 1865 году в чине капитана 2-го ранга был уволен со службы по состоянию здоровья. На лечение уехал в итальянский город Монца. Более тридцати лет он находился в психиатрической больнице, где и скончался 15 (27) декабря 1899 года.

## Награды
Николай Константинович Бошняк был награждён орденом Святого Владимира IV степени, а в 1854 году, за опись Татарского пролива, открытие Императорской гавани и зимовку в ней, получил орден Святой Анны III степени.
По представлению генерал-губернатора Восточной Сибири графа Н. Н. Муравьёва-Амурского, в награду за особые труды и самоотвержение, получил пожизненную пенсию по 350 рублей в год.

## Память

### Населённые пункты
- Бошняково, село в Сахалинской области. Портовый пункт на берегу Татарского пролива, 80 км к северу от Углегорска.

### Природные объекты
- Бухта Бошняка (название присвоено в 2010 году по постановлению Правительства Российской Федерации безымянной бухте в Татарском проливе)[4][5][6].
- Мыс Бошняк на побережье Татарского пролива, в Александровск-Сахалинском районе.
- Камень Бошняк у острова Сахалин (открыт в 1853 году экипажем шхуны «Восток»)[7].
- Гора Бошняка на острове Сахалин[7].

### Улицы
- Улица Бошняка в микрорайоне Моргородок города Советская Гавань.
- Улица Бошняка в Николаевске-на-Амуре.
- Улица Бошняка в микрорайоне Черёмушки города Углегорск, Сахалинская область

### Памятники
- Памятник Бошняку на центральной улице Советской Гавани — улице Ленина (между домами 2 и 4). Установлен в 2016 году[8].
- Бюст Бошняка в сквере имени Бошняка на площади Победы в Советской Гавани. Изначально располагался на перекрестке улиц Набережная и Пограничная. В 2018 году перенесён в новопостроенный сквер имени Бошняка[9]. Объект культурного наследия Российской Федерации[10].

### Прочее
- С 23 октября 2008 года малое гидрографическое судно Тихоокеанского флота ГС-404 проекта 872 носит название «Николай Бошняк».

## Сочинения
- Экспедиции в Приамурском крае // Морской сборник. 1858. Т. 38. № 12; 1859. Т. 39. № 1–2; Т. 40. № 3.